# 南嶺山脈
南嶺山脈（なんれいさんみゃく、ナンリン山脈、Nanling, 簡体字: 南岭、拼音: Nánlǐng）は、中華人民共和国の南部を東西に伸びる山脈。広西チワン族自治区および広東省の北部、湖南省および江西省の南部を走る中国南部最大の褶曲山脈で、長江水系と珠江水系の分水嶺であり、華中と華南の境界をなしている。南嶺山脈の南側（嶺南、華南）は亜熱帯の気候で、稲の二期作が盛んになっている。
別名は五嶺山脈（ごれいさんみゃく、五嶺）といい、西から東の順に、越城嶺、都龐嶺(掲陽嶺とも）、萌渚嶺、騎田嶺、大庾嶺の五つの山並みが組み合わさっているためこの名がある。
南嶺山脈は歴史的に天然の障壁となっており、嶺南（広東省および広西チワン族自治区）と中原の間の交通の妨げであった。嶺南には中原の政治的支配や文化が十分に及ばない時期もあり、華北の人間は嶺南を「蛮夷の地」と呼んできた。唐朝の宰相・張九齢が大庾嶺を切り開いて「梅関古道」を築いて以後、嶺南地区の開発がようやく進んできた。また古代以来の中国の統治者たちは南嶺を行政区画を作る上で利用してきており、南嶺は諸省区の境界線および辺縁の地となってきた。

## 地質

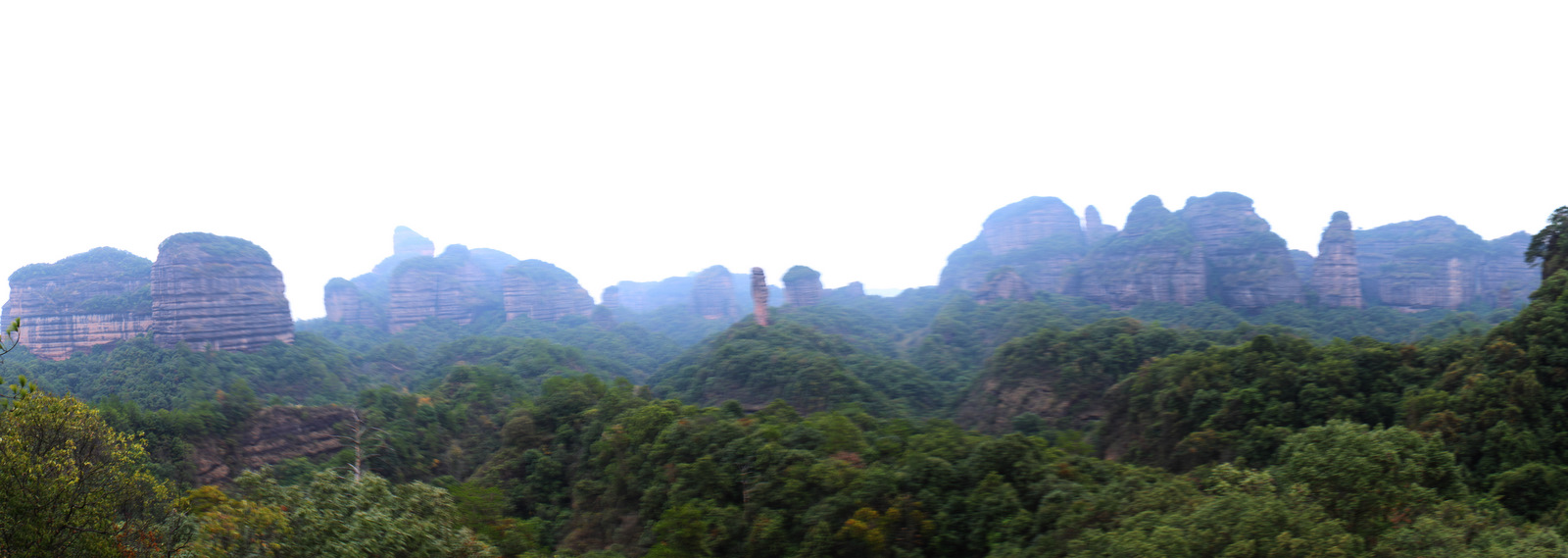
丹霞山

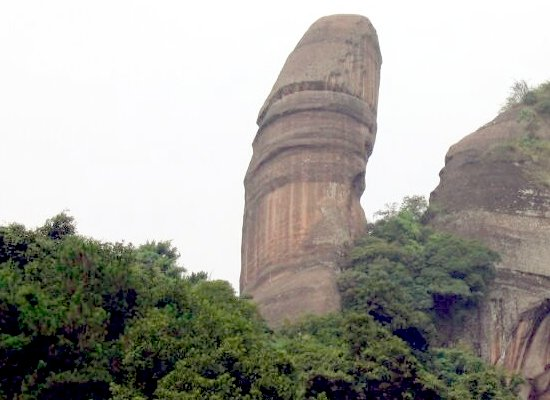
丹霞山・陽元石

南嶺山脈の構造の中心は花崗岩であり、その上を覆う岩層はデボン紀の硬砂岩と石炭紀の灰岩が中心になっている。南嶺を構成する山体はそれぞれ北東から南西方向へ走るが、山脈全体としては東西方向へ伸びている。
南嶺の地勢は高くなく、最高峰は越城嶺の猫児山（「華南第一峰」の別名がある）で海抜は2,142メートルである。その他の主要な山峰には、萌渚嶺の馬塘頂（海抜1,787メートル）、都龐嶺の韭菜嶺（海抜2,009メートル）、瑤山（大瑤山）の石坑崆（海抜1,902メートル）などがある。
広東省北部・仁化県にある丹霞山は紅い断崖の峰々が続く景勝地である。赤い砂礫岩の地層がはっきりと見える地貌は中国南部を中心に各地で見られるが、丹霞山の名をとり丹霞地貌と呼ばれる。丹霞山は国家級自然保護区・国家重点風景名勝区・国家地質公園に指定されており、ユネスコの世界地質公園（ジオパーク）および世界遺産（「中国丹霞」・自然遺産）にも登録されている。

## 気候と水文学
南嶺は、南北方向の気流を遮るのに一定の役割を果たしており、これにより嶺南と嶺北では気候などに一定の相違がある。ただし、北からの寒気は南嶺山脈の間を通っている低い谷や峠を超えて嶺南に進入し、嶺南に冬の寒さをもたらしている。
南嶺山脈地方の降水量は豊富で、春と初夏には停滞前線が山脈の上にあり、長い時では二か月にわたり前線が居座ることもある。これが長い梅雨をもたらしている。夏から秋にかけては台風の襲来で降水量は増大し、冬も前線の通過の影響で雨が降る。
こうした降水量の多さにより無数の河川が南嶺山脈に発している。主な川には、長江水系の湘江・贛江、珠江水系の桂江・北江・東江・連江等がある。

## 動植物

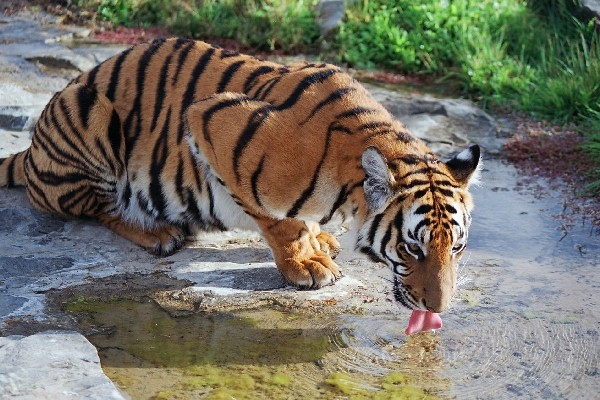
アモイトラ（Panthera tigris amoyensis）

南嶺山脈の植生は亜熱帯の常緑広葉樹林（照葉樹林）を主とする。その多くは海抜800メートル以下の山地にあり、主な樹種にはクスノキ、ツバキ、ツツジなどがある。しかし馬尾松やコウヨウザンなどの人工林が現在では広がっている。
南嶺は野生動物も多く、トラの一種アモイトラ（華南虎、現在野生では絶滅状態）、ヒョウ、アカオオカミ、ニホンジカ、センザンコウなどが生息する。主な鳥類にはガビチョウ（画眉鳥）、コウライキジ、シロガシラ（白頭翁）など、主な両生類にはチュウゴクオオサンショウウオ、ヒキガエル、主な爬虫類にはミスジハコガメなどがいる。しかし野生動物の乱獲は絶えず、多くの動物が既に絶滅している。

## 鉱物
南嶺は鉱産資源も豊富で、中国の非鉄金属採掘の中心地である。タングステン、モリブデン、スズ、鉛、亜鉛の埋蔵量はとりわけ多い。その他比較的多いものには、タンタル、ジルコニウム、イットリウム、ニオブ、スカンジウム、チタンなどの希土類元素（レアアース）がある。
座標: 北緯25度10分 東経112度20分 / 北緯25.167度 東経112.333度